# Tiers payant en France
En droit français, le dispositif du tiers payant permet — dans le cadre d’une convention préalable et valide, éventuellement assortie de conditions — à l’acheteur d’un bien et/ou au bénéficiaire d’une prestation d’en voir le règlement acquitté par une tierce personne ou un organisme tiers.
Cela revient en pratique à organiser, pour des motifs relevant de l’assistance sociale ou de la solidarité, la distribution totalement ou partiellement gratuite de biens ou services désignés. Le nouveau dispositif fait face à une vive opposition des médecins libéraux, ceux-ci craignant notamment une nouvelle augmentation des démarches administratives.

## Un système de dispense de l’avance des frais médicaux
Le tiers payant est initialement prévu pour les ménages modestes et les actes coûteux, deux situations où l’avance de frais peut générer un problème d’accès aux soins.
En 2012, il est pratiqué dans 34,9 % des actes effectués par les médecins libéraux et 31,6 % des actes des omnipraticiens libéraux.
Les conditions d’application du tiers payant sont multiples et s’appuient sur :
- la situation économique du patient ;
- les complications médicales liées au travail du patient ;
- le coût de l’acte médical ;
- la nature de l’acte ;
- le lieu de soin.

## Description
L’exemple classique est celui des dépenses médicales en France pour lesquelles l’usager ne paie qu’une partie du coût réel des prestations dont il bénéficie, la partie non acquittée par lui étant prise en charge selon sa situation personnelle :
- soit en totalité au titre de la couverture maladie universelle (CMU) ;
- soit en partie par l’organisme public d’assurance maladie ;
- soit en quasi-totalité — s’il dispose d’une couverture volontaire dite « complémentaire » — par intervention combinée de l’assurance maladie et de l’organisme d’assurance complémentaire auquel il a préalablement cotisé (à titre individuel, ou dans le cadre d’une couverture collective obtenue par exemple dans le cadre de son entreprise).

Afin de renflouer ses caisses, l’assurance maladie a mis en place en 2010 un dispositif intitulé « Tiers payant contre génériques », dont le principe est de ne pas appliquer le tiers payant aux patients qui refusent les médicaments génériques, moins chers.
Le 9 mars 2015, la ministre de la Santé Marisol Touraine a confirmé que son projet de loi Santé serait généralisé d'ici 2017. Mesure phare de ce projet, le tiers payant serait généralisé à tous les Français d'ici la fin 2017 et dès juillet 2016 pour les Français bénéficiant d'une prise en charge à 100 % par l'Assurance-maladie. Le Conseil constitutionnel,  juge que cette mesure n'est pas assez encadrée. Marisol Touraine rédige une version finale dans laquelle cette obligation d'avance de frais est d'abord proposée par les médecins aux femmes enceintes et à la patientèle en Affection longue durée, aux bénéficiaires de la CMU ou de l'aide à la complémentaire santé (ACS), remboursées à 100 % par la Sécurité sociale, représentant 15 millions de personnes à partir du 1er juillet 2016, puis cette prise en charge devient obligatoire à partir du 31 décembre 2016, tandis que l'ensemble de la patientèle des médecins se voient proposer la prise en charge à partir du 1er janvier 2017 et que celle-ci devient obligatoire à partir du 30 novembre 2017,,. En 2019, le rapport de la Cour des comptes signale que l'ordre a mené  un « intense lobbying » contre la loi de modernisation du système de santé et s'est à cette occasion éloigné du domaine de la déontologie pour investir la défense des intérêts professionnels des syndicats.
Cette  généralisation du tiers payant a fait l’objet d’un rapport de l’Inspection générale des affaires sociales (Igas) remis à la ministre de la Santé, et rendu public le 23 octobre 2017. À la suite de celui-ci la ministre de la santé a décidé de sursoir à la généralisation de l'avance de frais,,.
En novembre 2022, Cash investigation dédie une émission à la fraude à la Sécurité sociale et aborde l'absence de contrôle de la part de l'Assurance maladie au moment du paiement depuis la généralisation du tiers payant.

## Combien coûte le tiers payant?
L’étude Référis pour l’agence régionale de santé d’Ile-de-France retrouve un coût médian du traitement de la feuille de soin électronique (incluant le tiers payant) à 7,8 euros (impayés compris) pour une valeur d’actes médiane de 27,35 euros, soit 28,51 % du coût.
Quand une consultation chez le médecin est de 23 euros, les patients n'auront plus à débourser les 15,10 euros pris en charge par l’Assurance-maladie, mais ils devront toujours devoir avancer les 6,90 euros correspondant à la part des complémentaires santé (la participation forfaitaire de 1 euro restant à la charge du patient).

## Critiques
La Fédération des médecins de France redoute une augmentation des frais de gestion liée au tiers payant, les médecins, devant contacter eux-mêmes les mutuelles pour se faire rembourser. En 2013, Marisol Touraine explique qu'« il faut que le médecin soit payé sans avoir à faire des démarches trop compliquées », sans fournir plus de précision. 
L'Union française pour une médecine libre exprime la crainte d'une « étatisation » de la profession, et donc que l'État exerce plus de contrôle sur les tarifs ou les salaires de médecins.
Selon un sondage OpinionWay publié le 19 septembre 2014, 95 % des médecins y sont opposés. En décembre 2014, les urgentistes puis les médecins généralistes libéraux font grève notamment pour protester contre la généralisation du tiers payant prévue d'ici 2017. En novembre 2015, les nouveaux appels à la grève sont suivis d'une très forte mobilisation ; 3 cabinets sur 4 étant fermés.